# بسقاینار (آلماتی)
بسقاینار (به قزاقی: Besqaynar) یک منطقهٔ مسکونی در قزاقستان است که در شهرستان تلگر واقع شده‌است. بسقاینار ۱۸٫۸ کیلومتر مربع مساحت و ۲٬۰۰۸ نفر جمعیت دارد و ۱٬۵۰۰ متر بالاتر از سطح دریا واقع شده‌است.